# 57. Infanterie-Division (Wehrmacht)
Die 57. Infanterie-Division war ein Großverband des Heeres der deutschen Wehrmacht im Zweiten Weltkrieg.

## Divisionsgeschichte

### Aufstellung
Am 26. August 1939 erfolgte die Aufstellung der 57. Infanterie-Division (als Division der „2. Aufstellungswelle“ gemäß Mob.-Plan) in Landshut im Wehrkreis VII (München). Die drei in Südbayern bereits bestehenden Infanterie-Divisionen stellten mit Reservisten die drei Infanterie-Regimenter (IR), das Artillerie-Regiment (AR) und alle selbständigen Bataillone und Abteilungen auf. So entstanden mit jeweils drei Bataillonen die IR 179 (München), 199 (Freising) sowie 217 (Ingolstadt). Das AR 157 bildete sich mit vier Abteilungen in München, die Divisionseinheiten mit Nr. 157 im Großraum München.

### Polenfeldzug
Beim Überfall auf Polen griff die 57. ID aus dem Raum Presov (Slowakei) an und war in den Kämpfen am Duklapass beteiligt. Von dort aus überquerte sie den San und stieß in Richtung Lemberg vor. Bei Sambor und Grodek wurde die 57. ID in Gefechte verwickelt. Nach dem Feldzug gegen Polen wurde die Division im Winter 1939 als OKH-Reserve nach Hanau verlegt.

### Westfeldzug
Im Westfeldzug im Mai 1940 rückte die 57. ID von Remagen, Trier, Luxemburg bis nach Abbeville vor. Bei der Schlacht bei Abbeville vom 28. Mai bis 4. Juni 1940 konnte sie 190 feindliche Panzer vernichten. Danach kämpfte im Verband der 4. Armee am Somme-Brückenkopf. Von dort aus marschierte sie weiter nach Carentan und Le Havre in der Normandie.

### Atlantikwall
Nach dem Waffenstand wurde die 57. ID beim X. Armeekorps als Besatzungstruppe zum Küstenschutz bei Dieppe und Carentan eingeteilt.

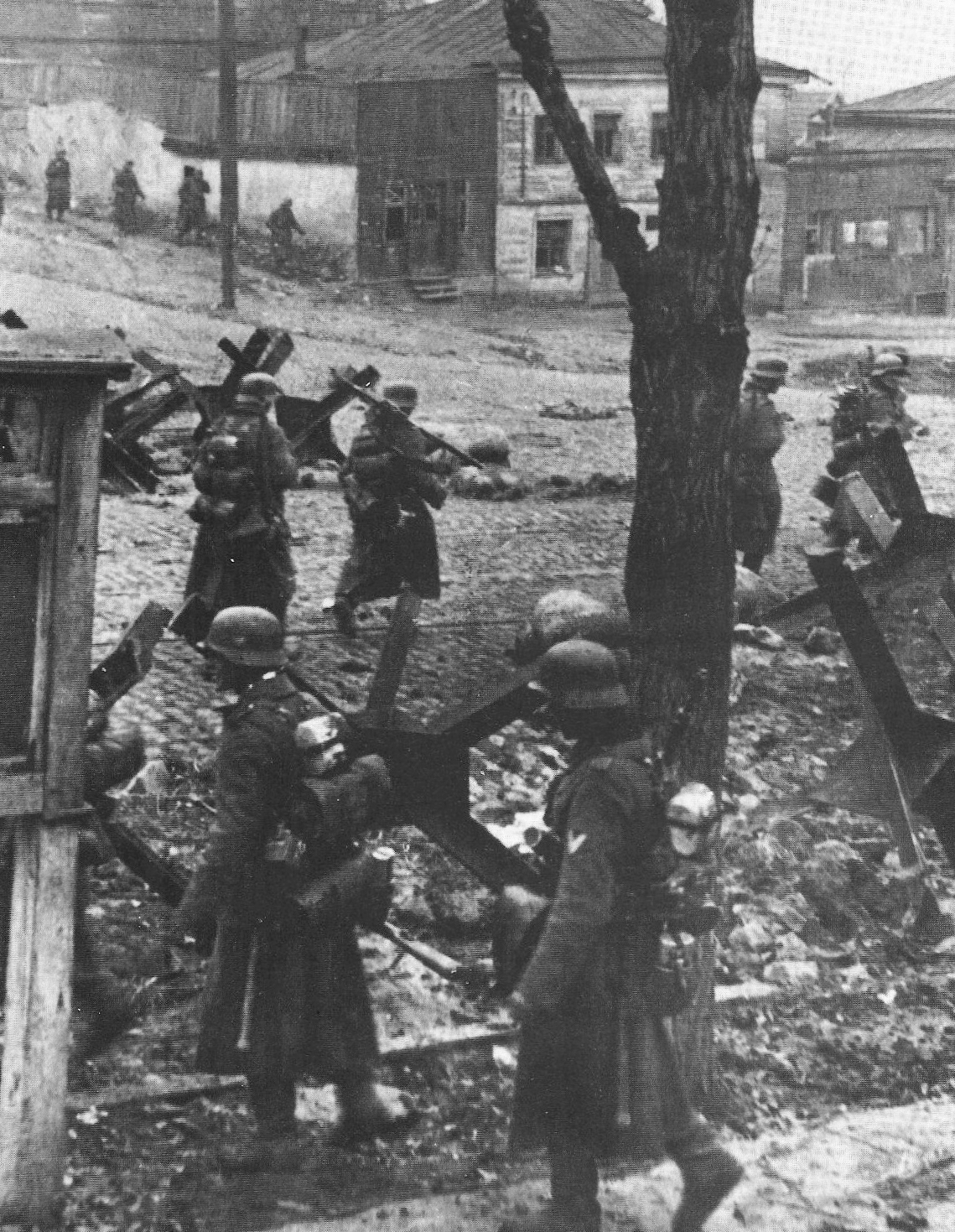
Soldaten der Division bei der Operation Barbarossa, Russland, Charkow, 24. Oktober 1941.

Zur Vorbereitung des Angriffs auf die Sowjetunion wurde die 57. ID der 6. Armee unterstellt und nach Zamosz ins Generalgouvernement verlegt.

### Unternehmen Barbarossa
Ab 22. Juni 1941 überschritt sie bei Sokal den Bug und rückte in der Ukraine durch die Stalinlinie über Berditschew zur Kesselschlacht bei Uman vor. Daraufhin wurde sie der 17. Armee der Heeresgruppe Süd bei Kriwoi Rog unterstellt. Im Herbst 1941 griff sie bei Belgorod an, später folgten Stellungskämpfe bei Charkow am Donez, die noch bis ins Frühjahr 1942 anhielten.

### Offensive 1942
Im Rahmen von Fall Blau im Sommer 1942 stieß die 57. ID bis zum Don vor, bis sie dann später den Brückenkopf Woronesch gegen sowjetische Gegenoffensiven halten musste. Die Abwehrkämpfe zwischen Don, Oskol und Woronesch hielten im Frühjahr 1943 an, bis der Druck der Roten Armee durch die Woronesch-Kastornoje-Operation zu groß wurde. Von Juli bis August 1943 kam es zu erneuten Abwehrkämpfen bei Belgorod und dem Rückzug an den Dnepr südlich von Kiew bis nach Tscherkassy. Dabei wurden Reste der 255. Infanterie-Division aufgenommen. Am 17. August 1943 traf die Russische 47. Armee unter Generalleutnant Korzun zum Angriff an. Die 57. Infanterie-Division muss sich nach schweren Verlusten nach Sumy absetzen.

### Unternehmen Zitadelle
Während des Unternehmens Zitadelle gehörte der Verband zum LII. Armeekorps unter Generalleutnant Eugen Ott der 4. Panzerarmee. Nach Scheitern des Unternehmens Zitadelle geriet die Division am 17. August 1943 in den Angriff der 47. Armee mit 200 Panzern. Das Kriegstagebuch der 4. Panzerarmee dokumentierte: „Die 57. Infanterie-Division versagt vollkommen und geht zum Teil kampflos zurück. Erst dem Kommandierenden General des LII. Armeekorps gelingt es durch persönlichen Einsatz, … namhafte Teile der Division wieder einzufangen und zum Gegenstoß nach Osten anzusetzen.“ Der Kommandeur der 4. Panzerarmee Generaloberst Hermann Hoth ließ den Befehl zur Division funken: „Keinen Schritt zurück. Kommandeure zur Verantwortung ziehen.“ Am 18. August 1943 erlitt die die Division weitere schwere Verluste.

### Tscherkassy
Am 9. Februar 1944 war die 57. ID zusammen mit der 72. ID und Resten der 389. ID an einer Frontschließung beteiligt. Daraus ergab sich der Kessel von Tscherkassy mit dem zentralen Feldflugplatz bei Korsun. Bei dem Ausbruch der eingeschlossenen Divisionen Richtung Lissjanka war die 57. ID als Nachhut östlich der Brigade Wallonie eingeteilt. Zentrum eines letzten Frontbogens war das Dorf Schenderowka, das mit zurückgelassenem schweren Kriegsgerät und hunderten Verletzten überfüllt war. Am 18. Februar 1944 geriet ein großer Teil der Mannschaft, nur leicht bewaffnet und in kniehohem Schnee und somit aussichtsloser Lage, bei Schenderowka in sowjetische Kriegsgefangenschaft und wurde etwa nach Stalino verbracht. Der andere Teil konnte mit dem Gros der eingeschlossenen Verbände Richtung Südwesten entkommen. Dabei verfehlten sie jedoch die an dem Fluss Gniloi Tikitsch wartende Panzerspitze der 1. Panzer-Division. Der Fluss war nicht zugefroren, so dass das Überqueren weitere Opfer forderte. Der Auffangraum war Moledetzkoje, 20 km nordöstlich von Uman.
Im April 1944 musste der Rückzug in Richtung Orscha und Mogilew befohlen werden.

### Vernichtung
Die 57. ID wurde im Juni 1944 bei Mogilew während der Operation Bagration vernichtet.

### Auflösung
Das OKH löste sie am 3. August 1944 auf.

## Gliederung
| Stand 26. August 1939 | Stand 20. April 1944 |
| --- | --- |
| - Infanterie-Regiment 179 I.–III. Bataillon - Infanterie-Regiment 199 (21. September 1939 „List“) I.–III. Bataillon - Infanterie-Regiment 217 I.–III. Bataillon | - Grenadier-Regiment 164 I. und II. Bataillon - Grenadier-Regiment 199 „List“ I. und II. Bataillon - Grenadier-Regiment 217 I. und II. Bataillon  |
| | - Divisions-Füsilier-Bataillon (A.A.) 57 |
| - Artillerie-Regiment 157 I.–IV. Abteilung | - Artillerie-Regiment 157 I.–IV. Abteilung |
| - Divisionseinheit 157 | - Divisionseinheit 157 |
| - Feld-Ersatz-Bataillon 157 | - Feld-Ersatz-Bataillon 157 |
| - Panzer-Jäger-Abteilung 157 | - Panzer-Jäger-Abteilung 157 |
| - Pionier-Bataillon 157 | - Pionier-Bataillon 157 |
| - Aufklärungs-Abteilung 157 | - Aufklärungs-Abteilung 157 |
| - Nachrichten-Abteilung 157 | - Nachrichten-Abteilung 157 |
| - Kommandeur der Infanterie-Divisions-Nachschubtruppen 157 | - Kommandeur der Infanterie-Divisions-Nachschubtruppen 157                                                                                        |
| - Im Februar 1942 Tausch der Infanterie-Regimenter mit der 62. Infanterie-Division. Die 57. Infanterie-Division bekommt das Infanterie-Regiment 164 und gibt das Infanterie-Regiment 179 ab. - Am 18. August 1943 wird das Grenadier-Regiment 676 der Division unterstellt und am 1. November 1943 eingegliedert und das Grenadier-Regiment 164 aufgelöst. - Nach dem Ausbruch aus dem Kessel von Tscherkassy in Debica aufgefrischt. Das Grenadier-Regiment 676 wird am 20. April 1944 umbenannt in Grenadier-Regiment 164. | - Im Juni 1944 wird die Division im Rahmen der Operation Bagration bei Mogilew vernichtet, Reste in die Divisions-Gruppe 57 der Korps-Abteilung G |

### Ersatz
Die nachfolgenden Einheiten der Division Nr. 157 stellten den Ersatz für die 57. Infanterie-Division
- Infanterie-Ersatz-Regiment 157
- Infanterie-Ersatz-Bataillon 199

## Kommandeure
- Generalleutnant Oskar Blümm – 1. September 1939 bis 25. September 1941
- Generalmajor Anton Dostler – 26. September 1941 bis 9. April 1942
- Generalleutnant Oskar Blümm – 10. April bis 9. Oktober 1942
- Generalleutnant Friedrich Siebert – 10. Oktober 1942 bis 19. Februar 1943
- Generalmajor Otto Fretter-Pico – 20. Februar bis 1. September 1943
- Generalleutnant Vincenz Müller – 1. bis 19. September 1943
- Generalmajor Adolf Trowitz – 19. September 1943 bis 7. Juli 1944